# Zarama
Zarama (en euskara, "Basura") fue una banda española de rock y punk procedente de Santurce. Su primera etapa fue desde 1977 hasta 1994. Su primera grabación data de 1980 (tema Bildur naiz del LP Euskal Musika 80) y su primer sencillo no lo publicaron hasta 1982. Fueron de los primeros grupos que más tarde formarían la llamada escena del rock radical vasco. También fueron uno de los primeros grupos de rock con letras escritas íntegramente en euskera. En febrero de 2009 anunciaron su vuelta a los escenarios tras 15 años de silencio.

## Historia

### 1977–1981: formación y primeros años
Zarama se formaron en Bilbao a finales de los años 1970, siendo originalmente tres miembros: «Rober» (Roberto Moso, voz), «Txus» (guitarra), y «el Putre» (batería). Acerca de las razones por las que fundar una banda, declararon posteriormente:

«El rocanrol nos sirvió de válvula de escape ante veranos empollando y aburrimiento general. Nos flipaba el glam en general y Zeppelin, Lou Reed, Rolling... Estalla el punk y se nos ponen los ojos a cuadros. Nos proponemos hacer un grupo y el sueño se va perfilando.»

Acerca de las dificultades del grupo en los comienzos para obtener un público, ha dicho Roberto Moso:

«...todo empezó como un juego en el que estábamos solos. En el barrio nos consideraban marcianos por haber dimitido del obligado fútbol-potes como sistema de diversión, en las respectivas familias ni se vio ni se verá ya jamás con buenos ojos y para colmo, los abertzales se nos reían por hacer rock y los rockeros se ofendían por recurrir a tan poco “moderno” idioma.»

Al poco tiempo de haber comenzado a ensayar, se presentaron a un concurso de Radio Juventud en Éibar, en el que quedaron últimos. En este momento la formación consistía en: Roberto (voz), Txus (guitarra), Nekane (guitarra), Josu (Iosu Expósito, bajo) y Juan Pablo (batería). El batería inicial, «el Putre», había pasado a ser mánager del grupo y técnico de luces. A esas alturas, Nekane era la única miembro que sabía tocar mínimamente bien; sin embargo, abandona Zarama en 1978.
A continuación, se presentaron a otro concurso en la discoteca local Garden, organizado por Radio Bilbao; esta vez quedaron penúltimos. Ya en 1980 se presentan a otro concurso más, llamado «Euskal Musika 80», en Itzír, en la Sala Mandiope: quedaron segundos y su éxito condujo a su primera grabación, el tema «Bildur naiz», en el LP Euskal Musika 80, que salió en el sello IZ ya en 1981 (el resto de grupos eran principalmente música folclórica). Para entonces, la formación había cambiado: junto a Rober y Txus, Javi había sustituido en 1979 al bajista Iosu (que se marchó para crear un grupo punk más duro, Eskorbuto) y Ernesto era el nuevo batería.

### 1982–1986: primer sencillo y Discos Suicidas
En 1982, Óscar Amezaga, estrechamente relacionado con la revista Muskaria, tenía el proyecto de fundar un sello discográfico independiente y propuso a Zarama grabar un sencillo, que sería el primer disco editado por Discos Suicidas: se trata de Nahiko (Basta en español), que salió en primavera de 1982, uno de los primeros discos más o menos definibles como punk del País Vasco, si no el primero. Mientras el disco se publicaba, varios miembros se hallaban realizando el servicio militar obligatorio; de hecho, por la misma razón tuvieron que acudir a músicos de sesión para grabar el disco.
En 1983 grabaron su segundo sencillo, Zaramaren erdian («En medio de la basura»), que salió en verano y obtuvo una buena recepción. A finales de año se publicó además un tema, «Soinu krudelak» («Sonidos crueles»), en la recopilación Sintonía independiente de Discos Suicidas, junto a grupos como Los Santos, Lavabos Iturriaga, Los Impecables, etc.

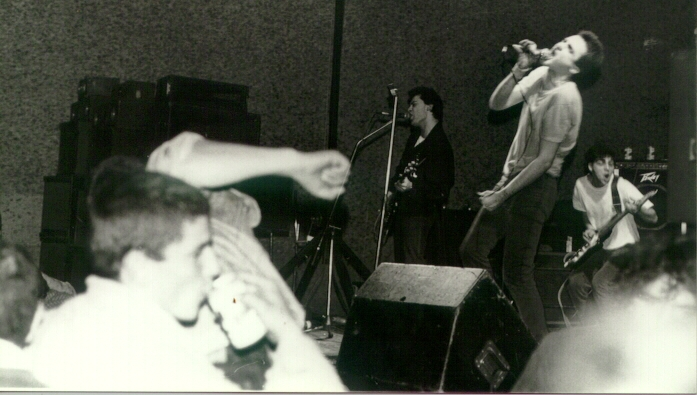
Concierto de Zarama en Irún (1986).

A principios de 1984, Zarama quedaron ganadores por Bilbao en el Concurso Rock Radical Vasco organizado por el diario Egin (los otros ganadores fueron: Barricada, por Pamplona, Hertzainak por Vitoria y RIP por Guipúzcoa). Poco después graban, producidos por Ángel Altolaguirre (antiguo miembro de  Negativo junto a Rafa Balmaseda), su primer LP, que titularon Indarrez («Por la fuerza») y que salió a mediados de año. Luego de la salida del álbum, contaban entonces ya con un segundo guitarrista, Tontxu.
A finales de 1984 colaboran con Antonio Curiel en el proyecto A.H.V.. (Altos Hornos de Vizcaya), grabando temas para un maxisencillo que saldría, siempre en Discos Suicidas, ya en 1985.
En 1985, graban en París su segundo LP, Gaua apurtu arte («Hasta que rompa la noche»), que se publica a finales de año.

### 1987–1990: Elkar, avance musical y presentaciones en España
Para 1987, la banda publica su tercer álbum de estudio: Dena Ongi Dabil, esta vez editado para el sello Elkar. Además en 1987, la banda realizó por primera vez una serie de recitales fuera de Euskadi, siendo Barcelona y Granada los lugares elegidos. Solamente quedó grabado el recital hecho en Barcelona en enero del '87, aparentemente como registro por tal ocasión e incluso como proyecto en directo.
Tras esto, la banda aclaró que tuvieron ciertos problemas con las presentaciones en dichas localidades, dado que no se estabab acostumbrado a escuchar a una banda de rock cantando en euskera.
Para 1989, la banda edita su cuarto álbum de estudio: Bostak Bat, siendo el primero grabado con Joseba Lafuente (ex Susie Sexy) como teclista. Aquí la relación creativa del grupo comienza a desgastarse.

### 1991–1994:Sexkalextrik, problemas internos y separación
En 1991, la banda edita su quinto álbum de estudio durante esta época: Sexkalextrik, y como detalle incluye las letras en español, euskera y francés, pese a esto el disco no resultó como se había planeado.
Durante la primera mitad de la década de los 90, la relación entre los músicos en cada vez más distante, llegando a la conclusión de parar con el grupo durante un tiempo, es así que la banda entra por última vez hasta 2009 a un estudio para grabar en 1994: Binilo Bala, una vez más para Elkar, en donde la importancia de las guitarras fueron recuperadas, regresando al sonido original del grupo.
Para esta etapa, la banda se presentó en el festival Ibilaldia '94, el cual termina siendo el último show de Zarama.

### 2009–2013: reunión y regreso de Zarama
En febrero de 2009 anunciaron su vuelta a los escenarios tras 14 años de silencio desde su despedida en Santurce en el Ibilaldia de 1995 y 15 de su último disco publicado. El 18 de abril de 2009 empezó en Bermeo su gira de regreso, llamada "Zarama Birziklatuaren Bira".
El 26 de noviembre del mismo año presentan su nuevo trabajo discográfico, que lleva como título Zarama Zuzen!. Un CD que recopila canciones de diferentes actuaciones de su gira de regreso y un DVD que recoge su concierto en la Semana Grande de Bilbao el 18 de agosto de 2009.

## Miembros
Formación actual
- Roberto Moso: voz (1977–1994, 2009–presente)
- Tontxu Tabares: guitarra (1983–1994, 2009–presente)
- Alfonso Herrero: bajo (1990–1994, 2009–presente)
- Ernesto Álava: batería (1977, 1980–1994, 2009–presente)
- Joseba Lafuente: teclados (1987–1994, 2009–presente)

Miembros anteriores
- Txus Alonso: guitarra (1977–1994)
- Nekane: guitarra (1977–1978)
- Iosu Expósito: bajo (1977–1979)
- Javi Álvarez: bajo (1979–1990)
- Juan Pablo: batería (1977–1980)
- Javi Losa: bajo (1982–1983, 1990)

## Discografía

### Álbumes
- Indarrez (Discos Suicidas, 1984).
- Gaua apurtu arte (Discos Suicidas, 1985).
- Dena ongi dabil (Elkar, 1987).
- Bostak bat (Elkar, 1989).
- Zaramaren erdian (Discos Suicidas, 1991). Recopilatorio.
- Sexkalextrik (Elkar, 1992).
- Binilo bala (Elkar, 1994).
- Zarama zuzen! (Elkar, 2009). CD-DVD en directo.
- Sinestezina (Elkar, 2013). EP de tres canciones.

### Singles
- «Nahiko» / «Ezkerralde» (Discos Suicidas, PL-1, 1982). 7".
- «Zaramaren erdian» / «Gasteizko gaua» (Discos Suicidas, PL-9, 1983). 7"
- «Gaua apurtu arte» (Discos Suicidas, 1985). 7". Contiene las canciones Oianone y Bidea eratzen.

### Discos compartidos
- Altos Hornos de Vizcaya, Zarama y Antonio el Curi Curiel (Discos Suicidas, 1985)

### Apariciones en recopilatorios
- Varios. LP Euskal Musika 80 (IZ; IZ 140 D; 1981).[8] Incluye la canción de Zarama Bildur naiz.

- Varios. LP Sintonía independiente (Discos Suicidas PL-11, 1983). Con Los Santos, Lavabos Iturriaga, Impecables, Cómo Huele, etc. Incluye el tema de Zarama Soinu krudelak.